# Kościół św. Jana Chrzciciela w Białaczowie
Kościół Świętego Jana Chrzciciela – rzymskokatolicki kościół parafialny należący do dekanatu opoczyńskiego diecezji radomskiej.

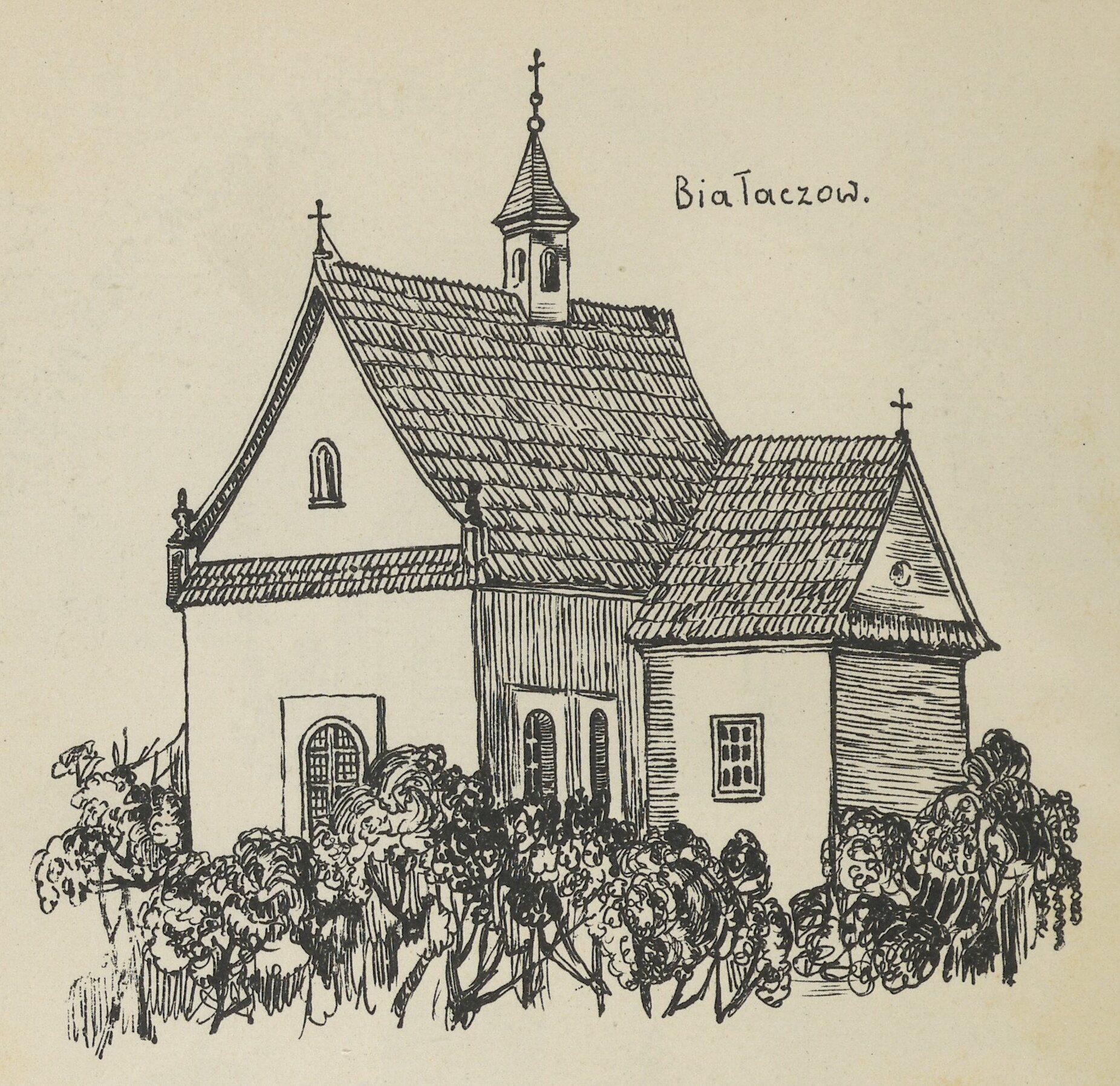
Kościół przed 1913

Obecna świątynia składa się z murowanego prezbiterium wzniesionego w XVI wieku oraz dobudowanej w latach 1694-1696 znacznie większej murowanej nawy Budowla została konsekrowana  w dniu 20 sierpnia 1932 roku przez biskupa Włodzimierza Jasińskiego. Świątynia jest orientowana, murowana, wybudowana na planie krzyża i reprezentuje styl barokowy.
Do nawy dobudowane są dwie prostokątne kaplice. Do kaplic i prezbiterium są dostawione: od strony północnej babiniec (czyli kruchta), od strony południowej zakrystia z XIX wieku. Wnętrza nawy i prezbiterium nakrywa sklepienie kolebkowe z lunetami. Kościół nakryty jest dachami dwuspadowymi. Zachodnia fasada prezentuje się dość prosto i spokojnie:  posiada dwie kondygnacje, trójkątny szczyt, architektonicznie podzielona jest za pomocą pilastrów i gzymsów, ozdobiona jest niszami i płycinami. Storczykowa więźba dachowa, pochodzi z czasów remontu świątyni wykonanego w końcu XVIII wieku.
Wew wnętrzu kościoła są umieszczone trzy ołtarze w stylu późnobarokowym: główny ozdobiony rokokowymi rzeźbami, oraz dwa boczne ozdobione płaskorzeźbami.